# 恩延扎
恩延扎是非洲中部國家盧旺達的城市，也是南部省的首府，位於首都基加利以南約100公里和布塔雷市以北30公里，居民人數約56,000，人數在1994年盧旺達大屠殺後顯著減少。

## 外部連結
- Virtual Rwanda | Nyanza Royal Palace

2°21′S 29°44′E / 2.350°S 29.733°E